# Fakulta (kanonické právo)
Fakulta je v kanonickém právu právní nástroj nebo příkaz, obvykle oprávnění něco vykonat. 

## Katolická církev
Hlavní článek: Fakulta (katolické kanonické právo)
V kanonickém právu katolické církve je fakulta „pravomoc, privilegium nebo povolení vykonávat nějaký úkon nebo funkci. V širším smyslu je fakulta určitá moc, ať už založená na vlastním právu, nebo získaná jako milost od jiného, platně nebo zákonně vykonat nějaký úkon“.

## Anglikánská církev
Další informace: Kanonické právo anglikánské církve
V anglikánské církvi (jejíž kánony mají status vnitrostátního práva) je „fakultní jurisdikce“ stanovena v Opatření o péči o kostely a církevní jurisdikci (Care of Churches and Ecclesiastical Jurisdiction Measure) z roku 1991 a v Pravidlech fakultní jurisdikce (Faculty Jurisdiction Rules) z roku 2015. Fakulta je požadované povolení k provádění prací na kostele a jeho okolí; ve většině případů je vyžadována místo stavebního povolení, ačkoli v případě větších vnějších prací jsou vyžadována obě. Farnost musí připravit žádost o fakultu a kancléř diecéze může po řádném zvážení fakultu udělit. Pokud jsou práce uvedeny v seznamu A přílohy 1, fakulta se nevyžaduje, a pokud jsou uvedeny v seznamu B, fakultu může udělit arcijáhen, nikoli kancléř. 